# Red Riding Hoodlum
Chapeuzinho Diferente (título original de Red Riding Hoodlum) é o septuagésimo sexto episódio do Pica-Pau e o primeiro de 1957. É a segunda aparição dos sobrinhos do Pica-Pau: Toquinho e Lasquita. Também é a primeira aparição de Wolfie Wolf nos anos 1950. Foi gravado na versão brasileira ainda pela AIC-SP.

## Sinopse
Toquinho e Lasquita vão levar uma cesta de docinhos à casa da Vovó, e o lobo Wolfie arma mais um plano para cozinhá-los e devorá-los. Enquanto a Vovó pensa que está lendo para os netinhos na sala, estes estão aprontando várias com Wolfie na cozinha. No final do episódio, a Vovó se casa com Wolfie.

## Curiosidades
- O episódio é basicamente protagonizado por Toquinho e Lasquita. O Pica-Pau só aparece no começo, para dar a cesta de doces aos sobrinhos.
- É a primeira, se não a única vez em que aparece a avó do Pica-Pau. Mas não fica claro se trata-se da avó do Pica-Pau, ou de Toquinho e Lasquita, pois todos chamam-na de "vovó" durante todo o episódio.
- Antes de chegarem à casa da Vovó, Toquinho e Lasquita encontram, respectivamente: a casa dos Três Porquinhos; a casa dos Três Ursos; a casa em forma de bota dos contos de fada; e o urso Smokey Bear, mascote de uma campanha ecológica famoso nos EUA. Os três porquinhos estão usando as mesmas roupas dos personagens da Disney.
- Na cena em que os caminhoneiros estão comendo na mesa da cozinha, dá pra ver que na camisa de um deles está escrito "Ajax", uma marca recorrente nos desenhos do Mickey Mouse. Acontece que, quase sempre, os produtos da Ajax eram trazidos num caminhão.

## Personagens
- Toquinho e Lasquita[1]
- Pica-Pau[1]
- Wolfie[1]
- Vovó[1]